# Collegio uninominale Veneto 2 - 01 (2017)
Il collegio elettorale uninominale Veneto 2 - 01 è stato un collegio elettorale uninominale della Repubblica Italiana per l'elezione della Camera dei deputati tra il 2017 ed il 2022.

## Territorio
Come previsto dalla legge elettorale italiana del 2017, il collegio era stato definito tramite decreto legislativo all'interno della circoscrizione Veneto 2.
Era formato dal territorio di tutta la provincia di Rovigo.
Il collegio era parte del collegio plurinominale Veneto 2 - 03.

## Eletti
| Elezione | Elezione | Deputato              | Partito |
| -------- | -------- | --------------------- | ------- |
|          | 2018     | Antonietta Giacometti | Lega    |

## Dati elettorali

### XVIII legislatura
Come previsto dalla legge elettorale, 232 deputati erano eletti con sistema a maggioranza relativa in altrettanti collegi uninominali a turno unico.
| Candidati              | Candidati                       | Voti    | %     | Liste                    | Voti    | %     |
| ---------------------- | ------------------------------- | ------- | ----- | ------------------------ | ------- | ----- |
|                        | Antonietta Giacometti ✔️ Eletto | 66 409  | 46,94 | Lega                     | 42 980  | 30,38 |
| Forza Italia           | Antonietta Giacometti ✔️ Eletto | 66 409  | 46,94 | 16 472                   | 11,64   |       |
| Fratelli d'Italia      | Antonietta Giacometti ✔️ Eletto | 66 409  | 46,94 | 5 708                    | 4,03    |       |
| Noi con l'Italia - UDC | Antonietta Giacometti ✔️ Eletto | 66 409  | 46,94 | 1 249                    | 0,88    |       |
|                        | Emanuele Cozzolino              | 35 806  | 25,31 | Movimento 5 Stelle       | 35 806  | 25,31 |
|                        | Diego Crivellari                | 29 832  | 21,09 | Partito Democratico      | 26 176  | 18,50 |
| +Europa                | Diego Crivellari                | 29 832  | 21,09 | 2 495                    | 1,76    |       |
| Italia Europa Insieme  | Diego Crivellari                | 29 832  | 21,09 | 660                      | 0,47    |       |
| Civica Popolare        | Diego Crivellari                | 29 832  | 21,09 | 501                      | 0,35    |       |
|                        | Sara Quaglia                    | 3 722   | 2,63  | Liberi e Uguali          | 3 722   | 2,63  |
|                        | Luca Previati                   | 1 633   | 1,15  | Italia agli Italiani     | 1 633   | 1,15  |
|                        | Marco Venuto                    | 1 088   | 0,77  | CasaPound                | 1 088   | 0,77  |
|                        | Vincenzo Pellegrino             | 1 035   | 0,73  | Potere al Popolo!        | 1 035   | 0,73  |
|                        | Davide Tarozzi                  | 977     | 0,69  | Il Popolo della Famiglia | 977     | 0,69  |
|                        | Michele Ferraboli               | 492     | 0,35  | Grande Nord              | 492     | 0,35  |
|                        | Roberto D'Archi                 | 272     | 0,19  | 10 Volte Meglio          | 272     | 0,19  |
|                        | Adino Rossi                     | 201     | 0,14  | PRI - ALA                | 201     | 0,14  |
| Totale                 | Totale                          | 141 467 | 100   |                          | 141 467 | 100   |
|                        |                                 |         |       |                          |         |       |
| Voti non validi        | Voti non validi                 | 4 336   | 2,97  |                          |         |       |
| Votanti                | Votanti                         | 145 803 | 76,52 |                          |         |       |
| Elettori               | Elettori                        | 190 553 |       |                          |         |       |